# Tamuda Bay

Tamuda Bay est le littoral méditerranéen du Nord du Maroc, compris entre les villes de Martil et de Fnideq.
C'est une côte de plus de 35 kilomètres le long de la Méditerranée, limitée au sud par le fleuve de Martil (Oued Martil) et au nord par le fleuve Jdid (Oued Jdid).
Ce territoire dépend administrativement de la préfecture de M'diq-Fnideq et comprend une population totale de près de 200 000 habitants.
Un important tourisme de provenance des différentes régions du Maroc s'y est développé depuis les années 1990, en faisant aujourd'hui une destination touristique prisée, principalement par les Marocains, Français, et Espagnols.

## Liste des plages
- Plage Martil
- Plage M'Diq
- Restinga Plage
- Soumia Plage
- Plage Tres Piedras
- Kabila Plage
- Plage Riffiine
- Marina Smir
- Cabo Negro
- Plage Fnideq

## Transports
Les différentes villes de Tamuda Bay sont reliées entre elles par une autoroute (A7) ainsi que par une voie-express (Nationale 16).

### Sorties d'autoroute desservant Tamuda Bay
- km 7  : Mellalyène
- km 14  : M'diq
- Gare de Péage de Smir
- km 19  : Smir
- km 28  : Fnideq